# パンサー向井の＃ふらっと
『パンサー向井の#ふらっと』（パンサーむかいのふらっと）は、TBSラジオで2022年3月28日から放送されている生ワイド番組。

## 概要
2016年4月より6年にわたって放送されてきた『伊集院光とらじおと』の放送枠を継承。お笑いトリオ・パンサーの向井慧がメインパーソナリティを務める。向井は平日の午前中にラジオで編成されている生ワイド番組のパーソナリティを経験していなかったが、TBSラジオ社内のプロジェクトチームのメンバーが『らじおと』の後を継ぐ番組のパーソナリティ案を出し合っていた最中に、内田寛之（当時の営業デスク）が向井の名前を挙げたことがきっかけで起用へ至った。
番組タイトルの“#”（ハッシュ）には「今」、“ふらっと”には「誰でも『フラット』（平等）に迎えるので、『ふらっと』（気軽に）立ち寄って欲しい」という意味が込められている。このタイトルには「パンサー向井」の名も入っているが、実際には木曜日のみ、向井がパーソナリティを担当するのは隔週で、向井が担当しない週には、『伊集院光とらじおと』に続いて喜入友浩（TBSテレビアナウンサー）が「アシスタント」という名義で出演していた。向井が当番組の開始以前からレギュラーで出演している『有吉の壁』（日本テレビ制作）が隔週木曜日の午前中から収録されていることに伴う措置で、当該週では、向井が出演しない理由を放送上「山ごもり」と称している。
また、向井は当番組の開始時点で、他のラジオ局でも複数のレギュラー番組を担当。毎週火曜日の夜にはCBCラジオ本社（名古屋市）のスタジオで24:00まで『＃むかいの喋り方』の生放送に臨んでいるため、水曜日には早朝に帰京したうえで当番組の生放送へ出演している。名古屋での宿泊先から当番組のスタジオがあるTBS放送センターへの移動には始発の新幹線やタクシーを乗り継いでいるため、交通事情などによっては、オープニングテーマが流れている間にスタジオへ到着（厳密には多少の遅刻が発生）することがある（詳細後述）。このような事情もあって、前後の生ワイド番組との出演者によるクロストークについては、後枠番組『ジェーン・スー 生活は踊る』（隣接するスタジオから生放送）の出演者（主にパーソナリティのジェーン・スーと曜日別パートナー）との間でのみ実施している。ちなみに、前枠番組の『森本毅郎・スタンバイ!』では、パートナーの遠藤泰子（元・TBSアナウンサー）がエンディングパートで「TBSラジオ、この後は『パンサー向井の#ふらっと』です」と告知するだけにとどめている。
当番組のリスナーの総称は「ラジオ聴き」で、リスナーが「ラジオネーム」（○○）を付けて投稿したメッセージを放送で紹介する場合には「『ラジオ聴きネーム』の○○さん」と呼んでいる。
また、TBSラジオが午前中にレギュラーで編成している生ワイド番組としては初めて、放送中のスタジオを映した動画の音声付きライブ配信（サイマル配信）を同局のYouTube公式チャンネルで実施。CMや楽曲が放送で流れている時間帯には、音声とスタジオ動画の配信を停止する代わりに、TBSテレビが浜崎橋ジャンクション（東京都江東区）付近のビルに常設している情報カメラからライブ映像を流している。
2024年度より番組をリニューアル。隔週木曜パーソナリティに横澤夏子とヤーレンズが就任。9時台は全曜日統一のゲストコーナー「ふらっとおいでよ」を展開し、後半にリスナー参加型の企画を実施。10時台は、滝沢カレンの相談コーナーが「ふらっとおしゃべり～カレンさん、どう思う？～」に変更（これまでは2択の相談だったが、4月からはさまざまな相談などを募集する）。水曜と木曜の中継企画も10時台へ移行した。

## 出演者
職業（肩書）の記載の無い人物は、出演時点でTBSテレビのアナウンサー。

### メインパーソナリティ
- 向井慧（パンサー、隔週木曜は別番組の収録の為休演)

#### ピンチヒッター
- 横澤夏子（お笑いタレント、2022年7月25日、8月1日、2024年2月19日）[8][9]
- 遠藤章造（ココリコ、2022年7月26日）[8]
- 良原安美（2022年7月27日）[8]
- ニシダ（ラランド、2022年8月2日）[8]
- 山本里菜（2022年8月3日）[8]
- 友近（お笑いタレント、2024年2月20日）[9]
- タイムマシーン3号（お笑いコンビ、2024年2月21日）[9]
- ヤーレンズ（お笑いコンビ、2024年2月22日）[9]
- 松井ケムリ（令和ロマン、2025年2月17日）[9][10]

### パートナー
- 月曜日：滝沢カレン（ファッションモデル、2022年3月28日 - 2025年2月24日）[6]産休中
- 月曜日（隔週）：ヒャダイン（歌手、2025年3月3日-  ）
- 月曜日（隔週）：佐藤栞里（モデル、2025年3月10日 - ）
- 火曜日：田中直樹（ココリコ、2022年3月29日 - ）[6]
- 水曜日：三田寛子（タレント、2022年3月30日 - ）[6]
- 木曜日（隔週）：横澤夏子（お笑いタレント、2024年4月4日 - ）[7]
- 木曜日（隔週）：ヤーレンズ（お笑いコンビ、2024年4月11日 - ）[7]

#### ピンチヒッター
- 関取花（シンガーソングライター、2022年4月7日、5月31日、7月6日、8月18日、2023年11月29日）[11][12]
- 迫田さおり（元バレーボール選手、2022年7月21日、9月8日）[11]
- 橋本直（銀シャリ、2023年1月2日）[13]
- 長田庄平（チョコレートプラネット、2023年1月11日）[14]
- 横澤夏子（お笑いタレント、2023年1月30日）[15]
- じろう（シソンヌ、2023年2月21日）[11]

### リポーター
- 月曜日: ヒロユキMc−Ⅱ（元 GAG）[16]
- 火曜日: 滝澤いしす（タレント）、林家つる子（落語家）
- 水曜日: 関町知弘（ライス）
- 木曜日: どんぐりたけし（お笑いタレント）
  - 2023年5月18日放送分の生中継（SDGsの達成に向けたTBSグループの啓発キャンペーン「地球を笑顔にするWEEK」との連動企画）では、布川ひろき・みちお（トム・ブラウン）が東京都内からのリポートを急遽代行した。前日（17日）まで滞在していた『冒険少年』（TBSテレビ）のロケ先から、当日の早朝までに帰京できる目途が立たなかったことによる。

## 過去の出演者

### メインパーソナリティ
- 木曜日：髙橋ひかる（女優、2022年3月31日 - 2024年3月28日）[6]

パートナーの選定には向井が関わっていて、滝沢・三田・髙橋は、過去にテレビ番組で共演した際の印象などを理由に起用。田中の起用については、ココリコが出演するラジオ番組のリスナーであったことが関係している（2022年7月15日発売の『TV Bros. 2022年8月号 ラジオ特集号』より）。
毎週水曜日をはじめ、向井がオープニングパートから出演できない事態が予想される場合には、単独でスタジオに待機。そのような場合が実際に生じた場合には、向井がスタジオへ到着するまで単独で生放送を進行している。

### アシスタント
- 木曜日（隔週）：喜入友浩（2022年3月28日 - 2024年3月21日）[6][17]
  - 『伊集院光とらじおと』からの続投扱いで、向井が出演しない週に全編へ登場[注 3]。実際には、「パーソナリティ」に準じた役割を担っている。
  - 2023年1月4日（水曜日）から、『news23』（TBSテレビ系列における平日最終版のニュース番組）のフィールドキャスターへ起用。同年9月29日から金曜日の（スタジオ）キャスターを兼務しているが、当番組では隔週木曜日のレギュラー出演を続けていた。
  - TBSラジオでは当番組からの卒業とともに、『伊集院光とらじおと』の放送開始（2019年4月）から5年間続けてきた木曜日午前中の生ワイド番組へのレギュラー出演を終了。最後の出演日には、中学校・高校時代の同級生に当たる女性と結婚したことをエンディングで報告している[18]。

## 向井の評価
向井は、当番組開始以前から既にレギュラー出演するラジオ番組を地上波で3本、配信で1本抱えていた。ラジオ関連書籍のインタビューでは、ラジオ愛や同枠前任でもある伊集院光へのリスペクトを語るなど、もともとラジオ好き芸人として有名だったが、お笑い芸人の夜の番組を中心に聴くような一部のラジオリスナーの間で知られている程度だった。当番組開始後から、朝の帯番組のメインというインパクトもあり、各メディアで「ラジオスター」「ラジオといえば」といった扱われ方をすることが増え、それにより、ラジオパーソナリティーとしての向井が広く知られるようになった。『凪咲とザコシ』（テレビ朝日）では、2022年6月14日に「ラジオで5本の冠を持つなど多方面で大忙しのパンサー向井さんの喉を労りたい！！」という趣旨の企画が放送された。また、2022年7月15日発売の『TV Bros. 2022年8月号 ラジオ特集号』（東京ニュース通信社）では、向井が表紙と巻頭特集に登場した。
しかし、前番組の『伊集院光とらじおと』がTBSラジオのヘビーリスナーから絶大な支持を得ていたため、特に番組開始当初は『らじおと』リスナーから好意的でない意見も多かった。向井が本番組の告知を兼ねて出演した2022年4月24日放送『爆笑問題の日曜サンデー』内で、その悩みを吐露していた。
2022年12月24日にTBSテレビで放送された『お笑いアカデミー賞2022』（TBS系列全国ネット向けの特別番組）では、同年に最も忙しかった芸人を表彰する「最優秀多忙賞」候補（全3組）の1組に向井を挙げるとともに、前月（11月）水曜日の向井の動きに終日密着した取材映像を流していた。取材日（日付は未公表）の向井は、午前6時過ぎに名古屋駅から東京行きの新幹線へ乗車した後に、品川駅からタクシーでTBS放送センターへ移動。新幹線が品川駅に着いたタイミングが本番の23分前（8:07）、向井のマネジャーが品川駅の前で待たせていたタクシーが向井を乗せてTBS放送センターに着いたタイミングが本番の1分前（8:29）であったため、向井は放送センターへ着くなりエレベーターへ大急ぎで乗り込んだ。エレベーターに乗ったタイミングは本番の20秒前で、エレベーターの扉が当番組のスタジオがあるフロアで開くと同時に本番が始まっていたが、向井はオープニングのタイトルコール（事前に収録済みの音源）とテーマソングが流れている間にスタジオへ疾走。テーマソングが流れ終わる寸前にスタジオ内のラジオブースへ駆け込むと、当日に打ち合わせの時間を一切取れなかったにもかかわらず、何事もなかったかのようにブースからリスナーへの挨拶を始めた。ちなみに、当日（水曜日）のパートナーである三田は、不測の事態（向井の遅刻など）に備えてあらかじめスタジオで待機。向井は当番組の本番後も、『パンサー向井のチャリで30分』（ニッポン放送）3本分の収録へ臨んだほか、ラジオに関する週刊誌（『AERA』）のインタビューを受けていた。『お笑いアカデミー賞2022』ではその模様も紹介していたが、「最優秀多忙賞」に選ばれたのはニューヨークで、向井の受賞はならなかった。

## スタッフ

### 構成作家
- 矢野了平（月曜）
- 山口（火曜）
- 田澤清彦（木曜）- Tokyofm『山崎怜奈の誰かに話したかったこと。』の水曜、JFN系列『やまだひさしのラジアンリミテッドF』の作家も担当。
- 武村圭佑- 前番組『伊集院光とらじおと』も担当[22]。

### ディレクター
- 志村史月（月曜コーナー・シェアオフィス THE 専門を担当）
- 亀山真帆（水曜）- ADを務めていたTBSラジオ『木曜JUNK おぎやはぎのメガネびいき』を2022年3月24日の放送をもって卒業し、当番組に異動となった。
- 辻慎也 （木曜）・JFN系列『有吉弘行のSUNDAY NIGHT DREAMER』も担当しており、2022年3月27日の放送内で出演者の有吉弘行が「辻が当番組も担当する」と明かした。

### プロデューサー
- 大谷正美 - 向井が出演したテレビ東京『ゴッドタン』の2022年7月30日放送の企画・ラジオ芸人サミット内で、大谷からのメッセージが紹介された。
- 稗田 - 2022年8月2日の放送で、ピンチヒッターのラランド・ニシダが、出演に至った経緯を語る際に名前が出た。

## コーナー
各コーナーの具体的な放送時刻は「タイムテーブル」の項目を参照。
- ふらっとポスト

日本香堂の企画ネット番組。「日本香堂からのお便り」と称した時節の話題を織り込んだ自社製品の宣伝の後、その週のメッセージを読む。
尤も、企画ネットの体制は2024年3月いっぱいで解消され、本番組のこのコーナーのみが日本香堂提供として残っている。
- ふらっとトピック！

略称はふらトピ。リスナーが気になる話題について、専門家などをゲストに招き話を聞くコーナー。水曜日は『ひるおび（TBSテレビ）』でコメンテーターを務める三田がいることもあり、外交やエネルギー問題などの時事ネタを扱うことがある（その場合は澤田大樹(TBSラジオ報道記者)が解説役で加わる)が基本的には、ダイエットといった生活情報寄りの話題やフェスや漫画などのエンタメ・趣味などの話題を取り上げることが大半である。
水曜はライス関町による企画『ライス関町の手も借りたい!』を、木曜は『どんぐりたけしのふらっとおっじゃっま～す』を放送（水曜は前半の時間帯に、木曜は後半の時間帯に放送するが稀に逆の時間帯に、または天気予報・交通情報を挟んでの前後半通しの場合がある）。
- ヤマザキ ふらっとひとやすみ

リスナーから寄せられたテーマメッセージを紹介する。
- シェアオフィス THE 専門（月曜のみ）

秋山竜次（ロバート）がある物事を専門とする職業の人になりきり、仕事内容を紹介する。進行・インタビュアーは田村真子（TBSアナウンサー）。
2024年3月いっぱいで、惜しまれて終了の予定。
- ふらっと こどもでんわそうだんしつ（水曜のみ）

TBSラジオの番組『全国こども電話相談室』『伊集院光とらじおと』のコーナー　伊集院光とらじおとこどもでんわそうだんしつとのコンセプトを受け継いだコーナー。
- ふらっとフラッシュ！

略称はふらフラ。番組の途中に挿入されるミニコーナー。リスナーから寄せられた「今 何をしながらラジオを聴いているのか」という一言メッセージを紹介する。レギュラー出演者だけでなく、ゲストやスタジオにふらっと訪れた人（別の収録で来ていた芸人など）が読み上げることがある。
- ドッキドキ！ 協会マッチング（火曜）

趣味が至って普通な向井にコンシェルジュの田中直樹が様々な協会・団体を紹介するコーナー。
<入会した協会>
日本バーベキュー協会
日本グミ協会
境界協会
日本合コン協会
日本フライドポテト協会
カスタネット協会
ビリヤニ協会世界
流しそうめん協会
じゃんけん協会
日本ふんどし協会 - 向井はこれをきっかけとして、ベストフンドシストアワード 2022を受賞した。
国際プリン協会
日本ハーモニカ芸術協会
<入会拒否協会>
日本だじゃれ活用協会

### 過去のコーナー
- いまさら、みんなでやって三田

## タイムテーブル
出典:[https://www.tbsradio.jp/flat/] のタイムテーブル欄。ただし9時のニュースを除き実際の放送時刻にずれがある。
- 08:30　オープニング
- 08:41　ふらっとポスト
- 08:47　都民ニュース
- 09:00　TBSニュース
- 09:04　ふらっとおいでよ（前半）

- 09:35　ふらっとおいでよ（後半）

前後半の間には天気予報と交通情報が放送される。また毎週月曜と不定期の火曜は後半にリポーターが登場する。
- 09:56　ヤマザキ ふらっとひとやすみ
- 010:00　ふらっとコレクション

　月曜日と火曜日、及び向井担当週の木曜日はふらっとフラッシュが時報直後に挿入されることが多い。
（月）ふらっとおしゃべり〜カレンさん、どう思う？〜
（火）ドッキドキ！ 協会マッチング
（水）ライス関町の手も借りたい
水曜日は時報明けに中継先にいる関町を呼び、だじゃれを交えて中継先近辺の様子や自身のことを話す。一段落したところにCMを入れるため他曜日に比べ実際のコーナー開始が遅れることが多い。
（木） どんぐりたけしのふらっとおっじゃっま～す
　ヤーレンズ担当週には時報直後、事前録音にて向井が前日水曜日のメッセージテーマにちなんだ話題を振ることが多い。
- (月曜)10:24　桃屋のかんたんレシピ

- 10:34　TBSラジオショッピング

これとは別にTBSの女性アナウンサー(2025年1月から週替わり。2024年5月頃までは外山惠理、それ以降12月末までは小倉弘子)がナレーションのインフォマーシャル型CMが9時台の「ふらっとおいでよ」前後半の間の時間帯及び10時台「ふらっとコレクション」終了後の2回放送(紹介する商品は同一)される。
- 10:40 基本はメッセージ紹介の枠だが以下のコーナーをはじめ、期間限定コーナーが組まれることがある。また火曜日を中心にラジオショッピングと枠を逆転させることや、ショッピングを挟んで事実上の2部構成でメッセージを読むこともある。

（水）ふらっと こどもでんわそうだんしつ
　2024年3月までの木曜日のうち、向井担当週にはここで喜入(または他のアナウンサー)がスタジオに入り、主にハガキや封書で届いたお便りを読む枠となっていた。(髙橋・喜入コンビ週でも向井が不在という以外は同様)
- 10:50　TBSニュース
- 10:55　エンディング

## メッセージ・プレゼント
- メール・FAXのほか、番組サイトのメッセージフォーム・番組公式LINEアカウントからも送ることができる。メッセージが採用されると番組ステッカーが贈られ、その中から毎日1名にヤマザキ商品の詰め合わせが贈られる。
- 「ふらっとフラッシュ!」のコーナーは音声での投稿も受け付けているが、その場合は、LINEアカウントからのみの受け付けとなる。また、ラジオ番組のため使われるのは音声のみだが、音質の関係で動画機能での投稿に限定している。
- 「ふらっとトピック!」のテーマ案採用者には、1000円分のクオカードが贈られる。

## 企画・イベント等
- 2022年4月3日（月曜日）には、この日から放送が始まった『おとなりさん』（文化放送における裏番組）とのコラボレーション企画で、8時台終盤に両局のスタジオを繋いで同時生放送を実施。当番組から向井と滝沢、『おとなりさん』から平子祐希（アルコ&ピース）と坂口愛美（当時は文化放送の契約アナウンサー）が出演し始まったばかりの互いの番組にエールを送り合った。これは『おとなりさん』の開始が発表された際に、平子がTwitterで「初回にパンサー向井と電話繋いで、エールを送り合いたい」と発言し、向井も当番組の記者会見でこの発言に前向きに言及したことから実現した物である[24]。
- 2022年7月18日にアーバンドック ららぽーと豊洲にて「TBSラジオの『夏祭り』inアーバンドックららぽーと豊洲」が行われ、オープニングステージでは喜入が出演したほか、レポーター陣からはライスによるコント、Yes!アキトとサツマカワRPGの漫才[注 5]、林家つる子の落語が披露された。13時からは当番組初の公開イベントを開催、向井・喜入・三田が出演し、『たまむすび』のスタジオと中継で繋いだほか、「いまさら、みんなでやって三田」の特別編としてライスと三田によるコント、番組テーマソングを歌う関取花のミニライブも行われた[25]。
- TBSグループが2020年の秋から展開している「地球を笑顔にするWEEK」（SDGsの達成に向けたクロスメディア型の啓発キャンペーン）では、第6回（2023年春）で初めて編成された『一緒にやろう　SDGsの日』（8時間にわたる全国ネット向けの生放送番組）に、TBSラジオのレギュラー番組から唯一参加。『SDGsの日』の第1回放送（2023年5月20日＝土曜日）では、メインパーソナリティの向井が「生放送MC大集合」パート（第1部）と『東大王』をベースに構成されたクイズパート（第2部）、木曜パートナーの高橋が向井と揃って本番組のチームとして、隔週木曜パートナーの喜入も別チームとしてクイズパートに出演している。逆に、当番組には放送2日前（18日＝木曜日）の9時台に日比麻音子（TBSテレビアナウンサーで「2023春」キャンペーン大使の1人）が出演。「ふらっとトピック!」の前半では、クイズパートの予習を兼ねた「地球にもみんなにもやさし～いSDGsクイズ」を向井と高橋に出題した。
  - 「地球を笑顔にするWEEK」には、第7回（2023年秋）にも参加。キャンペーン期間終了2週間後の11月23日（木曜日）には、祝日（勤労感謝の日）で向井の休演週と重なっていたことを背景に、「高橋・喜入・日比」という顔合わせでの生放送が再び実現した。日比は飲酒を好んでいることをかねてから公言していて、当日は「リスナーに勧めたいおつまみ」を紹介する目的で「ふらっとトピック!」にのみ登場することが告知されていたが、実際にはオープニングパートの直後から（「ふらっとトピック!」を含めて）ほぼ全編に出演している。

### 『ラヴィット!』との連動企画
- 2022年7月12日（火曜日）は、社団法人東京放送局（現在のNHKラジオ第1放送）が1925年に日本で初めてのラジオ本放送を実施したことを記念した「ラジオ本放送の日」であったことから、『ラヴィット!』（TBSテレビがJNN全28局ネット向けにTBSラジオと同じTBS放送センターで制作している生放送番組）との連動企画を実施。実施に際しては、当番組のスタジオを模したブースを『ラヴィット!』のスタジオセットの一角へ特別に設けたうえで、向井をこのブースから『ラヴィット!』のオープニングパートへ出演させていた[26][27]。
  - この企画は『ラヴィット!』MCの川島明（麒麟）の思い付きに端を発していて、本人曰く「『まさか引き受けてくれないだろう』と思いながら、ノリで向井に『ラヴィット!』出演のオファーを出したら、本当に引き受けてくれた」という。当の向井も、「8:30から当番組の生放送（本番）を控えていたので、（本番の直前まで『ラヴィット!』のスタジオでオープニングトークへ参加することを）最初は『嘘』と思っていた」と語っている[28]。
  - 当初の計画では、向井が8:27を目途に『ラヴィット!』のスタジオを退出したうえで、8:30からTBSラジオのスタジオで田中と揃って当番組を始めることを想定。向井は、『ラヴィット!』の火曜レギュラーからミキ（亜生・昴生）、当日のゲストから岡田結実やアルコ&ピースを上記のブースに招いては、当番組のようなクロストークを展開していた[27]。
  - 『ラヴィット!』では、放送日にまつわる記念日や出演者のエピソードなどからオープニングトークの「お題」を複数設定していて、「ラジオ本放送の日」も「お題」の1つであった。向井は「ラジオ本放送の日」から次のお題（「今話したいこと」）へ切り替わるタイミングを見計らって当番組（TBSラジオ）のスタジオへ移動する予定だったが、『ラヴィット!』火曜レギュラーのビビる大木が「今話したいこと」としてジョン万次郎の話を始めたところ、熱弁を振るい過ぎて8:27までに話を切り上げられなくなってしまった。この事態に慌てた向井は、大木に対して「ちょっと! 万次郎（の話が）長過ぎるよ」と絶叫。当番組の開始が2分後に迫っていることを訴えるとともに、全国ネット向けの生放送中にもかかわらず、当番組のスタジオへの移動の可否をスタッフへ問い質す事態に至った[26]。
  - 大木は8:29になってジョン万次郎の話をようやく切り上げたが、向井が「8時半から（当番組）の生放送なのに、もう1分（しかない）! どうするの?」と言うほどうろたえていたことから、川島は「ここ（同番組のスタジオ）から行きましょう（当番組の生放送を始めましょう）」と宣言。スタッフもこの宣言に同意したうえで、生放送の開始に向けたカウントダウンを始めた。結局、向井は半信半疑のまま、上記の特設ブースから当番組向けのオープニングトークを展開する羽目になった[26]。
  - 向井が当番組のリスナーに向けて以上の事情を説明していたところ、川島が「お耳の恋人、麒麟の川島明です」との触れ込みで当番組の放送へいきなり登場[28]。「かいつまんで言うと、（大木による）ジョン万次郎（の話）が押してしまった（想定していた時間より伸びてしまった）」と説明する川島に、向井が笑いながら「（この日の『ラヴィット!』を見ていない）リスナーの皆さんには理解できないですよね～」と応じるなど、当番組と（大木を含めた）『ラヴィット!』出演者によるクロストークが上記の特設ブースでおよそ8分間にわたって展開された[26]。
  - 当番組の火曜パートナーである田中は、不測の事態に備えて当番組のスタジオであらかじめ待機していたため、スタジオからの生中継で8:38頃に『ラヴィット!』へ出演。向井は、「普通の神経で『#ふらっと』に臨める自信がないです」と笑いながら、当番組のジングルが流れたタイミングで『ラヴィット!』から当番組のスタジオへ移動した。向井はこのタイミングについて「（TBSラジオが）CMに入った」と発言していたが[26]、実際の当番組ではジングルに続いてテーマソングを放送。向井がスタジオへ到着するまでは、田中が単独でフリートークやメッセージテーマの紹介などに臨んでいた。ちなみに、向井は当番組のスタジオへ到着するなり、「汗が止まらない」「少々混乱している」などと発言している。
    - TBSラジオでは8:29まで『森本毅郎・スタンバイ!』（前枠の関東ローカル向け生放送番組）を通常どおり放送していた。しかし、上記のハプニングによって、関東地方では8:30から8:38までの時間帯でTBSテレビとのサイマル放送が事実上実現した。また、関東以外で（『ラヴィット!』のフルネットを実施している）TBS系列局の放送対象地域でも、上記のやり取りを（当該局から地上波を介した）テレビ放送と「radiko.jpプレミアム」のエリアフリー聴取サービスで（若干のタイムラグをはさみながら）ほぼ同時に聴ける状況にあった。

  - 当番組では、8:40頃の「ふらっとポスト」から通常の体制で放送。9時台の「ふらっとトピック!」後半パートには、当初の予定に沿ってやきそばかおる（日本全国のラジオ番組に詳しいコラムニスト）をゲストとしてスタジオに迎えた。その一方で、『ラヴィット!』からも、オープニングトークにのみ登場していたパーマ大佐が同番組の放送中に（9時の時報直前から「ふらっとトピック!」の前半まで）急遽出演。パーマ大佐は出演後に『ラヴィット!』へ戻ったものの、本番終了後の10:30頃には、川島が「『ラヴィット!』の最高責任者として、当番組のリスナーやスタッフに謝罪をさせていただきたい」との名目で当番組のスタジオにも登場した[27][28]。その際には、当番組が『らじおと』の放送枠を引き継いだことをめぐる評価に悩んでいた向井を、同じような状況で（生活情報番組でありながらバラエティ色の強い）『ラヴィット!』のMCを始めた川島が激励していたことなどが両者から明かされている。
- 2024年6月18日（火曜日）には再びコラボが実現。オープニングトークの途中でジョン万次郎が乱入し、そのままゲストとして出演した。今回はスタジオにカメラがセッティングされており、ラジオブースの様子が『ラヴィット!』内で随時生中継された。また、『ラヴィット!』放送終了後の10時台後半に川島も乱入した[29]。
- 2024年8月14日（水曜日）に『ラヴィット!』で「第3回即興DJ曲紹介対決」が行われた。ラジオブースのセットで事前に知らされていない曲がいきなり流れ、そのイントロの間にうまくトークをして曲紹介するというものである。この企画に向井が参加したが、その前に髙比良くるま（令和ロマン）や平子祐希（アルコ&ピース）、盛山晋太郎（見取り図）おいでやす小田の挑戦が長引いた上、小田と谷口愛季（櫻坂46）が威嚇しあうくだりが続いた結果、向井の挑戦が終了する前に8:30になり、向井はテレビスタジオにいたまま『#ふらっと』のオープニングのあいさつをし、そこに川島明と赤荻歩（TBSアナウンサー）も加わった。その後、向井の曲紹介挑戦はラジオでも同時放送された。8:34からラジオブースの三田寛子に中継がつながり、直後の8:35に向井はテレビスタジオを去りラジオスタジオに向かった。8:41に結果を向井に伝えるため、再びラジオブースに中継がつながり、テレビとラジオの同時放送になった。また、前回コラボ同様『ラヴィット!』放送終了後のエンディングに川島が当番組スタジオに登場した[30]。
- 2025年4月29日（火曜日）に『ラヴィット!』で「一番おもしろいお便りはどれだ！ハガキ職人選手権」が行われた。出演者らはテーマに沿った投稿をラジオネームを添えて事前に用意し、誰のものかわからない状態でパーソナリティが6通のお便りを選び、最後に1位を決定するというものである。この企画にパーソナリティとして向井が参加したが、それぞれがラジオネームを発表していく流れになり、その結果『#ふらっと』放送開始時刻の8:30になり、向井はテレビスタジオにいた状態となったが、同時中継の設備が整っていない中、ジョン万次郎がテレビスタジオからラジオブースにこっそり駆けつけ、万次郎が「ジョン万次郎の『#ふらっと』〜！」とオープニングのあいさつをし、火曜パートナーの田中と共に放送を続けた。8:33からラジオブースに中継がつながり、直後の8:36に向井はテレビスタジオを去りラジオスタジオに向かった。そのまま万次郎は『#ふらっと』のパーソナリティとして参加し、『ラヴィット!』の放送終了後の9:55ごろにテレビスタジオに向かい、『夜明けのラヴィット!』の収録に当日「ふらっとおいでよ」のゲストに登場したなすなかにしと共に参加した。また、前回コラボ同様『ラヴィット!』放送終了後のエンディングに川島が当番組スタジオに登場した。

### 「#ふらっと300回記念Week」（2023年8月28日 - 31日）
当番組の通算放送回数が2023年8月31日（木曜日）放送分で300回に達することを記念した特別企画週間で、曜日別に以下の内容で放送した。
- 8月28日（月曜日）：「サトシ」（向井慧）が前述したように多忙でありながらプライベートでボウリングに興じていることを背景に、「サトシボウリングクラブスペシャル!」と称して、番組史上初めてボウリング場（東京都渋谷区の「笹塚ボウル」）からの生中継を敢行。向井はオープニングパートで「始球式」、9時台の前半に「パンサー向井の生放送ボウリングチャレンジ」へ臨んでいた。
  - 「ボウリングチャレンジ」では、「ボウリングのハイスコアが260」というひろゆき（GAG）が、向井の投球の一部始終を実況を担当。もっとも、向井は「始球式」でストライクを決められず、「ボウリングチャレンジ」では1ゲーム（全10フレーム）でのスコアが117にとどまった。「ボウリングチャレンジ」については、「ボウリングのハイスコアが350」と自称する滝沢の実力を生放送中に検証する目的で、10時台の前半にも実施されている[32]。
- 8月29日（火曜日）：田中にとって大の親友で、田中と同じく1992年から吉本興業に所属している藤井隆を、「向井と田中で朝食を」のゲストに迎えた[31]。
- 8月30日（水曜日）：芸能界における三田の同期（1982年に「アイドルデビュー」を果たしていた女性芸能人）をゲストに迎える「“花の82年組”同窓会」という企画（5月3日に小泉今日子との対談形式で「第1弾」を生放送）[33]の「第2弾」として、早見優をスタジオに招いた[31]。
- 8月31日（木曜日）：「ふらっと300回記念ライブ」という特別企画を、9時台と10時台にスタジオで実施。向井がパーソナリティを担当しない週と重なったものの、高橋と「アシスタント」の喜入に加えて、関取花と迫田がオープニングパートからスタジオに出演した[31]。
  - 9時台には、関取が『メモリーちゃん』（配信限定のシングル曲として2023年9月6日にリリース）をいち早く歌ったほか、鼓童（太鼓芸能集団）から「ゲスト」に迎えていたメンバーの池永レオ遼太郎・米山水木が和太鼓の生演奏を披露。10時の時報明けには、稲葉浩志（B'z）のモノマネを十八番にしている南波雅俊（喜入の先輩アナウンサーで当番組では「TBSニュース」を不定期で担当）が「サプライズゲスト」として登場すると、「池永・米山による和太鼓の演奏に合わせて、B'zの代表曲をメドレーで歌い上げる」という芸当を「南波雅俊アナ×鼓童のスーパーB'zメドレー」と称して成し遂げた[34]。
  - 放送と同時にYouTubeで配信しているスタジオ動画では、「ふらっと300回記念ライブ」で披露された楽曲に付随する著作権との兼ね合いで、ライブの放送中のみ動画と音声の配信を停止。その一方で、エンディングパートでは、「木曜分の初回にも（木曜日であった）100回目の放送にもスタジオにいなかった」という向井から出演者やリスナーに対するメッセージの収録音源が放送でも配信でも流された。

### その他
- TBSラジオの深夜番組『さらば青春の光がTaダ、Baカ、Saワギ』は、当番組のタイトル発表前にタイトルを予想する企画を行ったり、「ふらっとフラッシュ!」のパロディコーナーを行うなどして関係を持っているが、あくまで『さらば～』側が向井をいじる目的でやっている非公認企画であり、両番組のイメージに差がありすぎることから、『ふらっと』側は「コラボレーションではない」といったスタンスを取っている。
- 前々番組の『大沢悠里のゆうゆうワイド』では、TBS（テレビ）がアナウンサーを新卒で採用した年の9月に、番組内の「TBSニュース」を新人アナウンサーによる「初鳴き」（ラジオでの番組デビュー）の場に活用することが恒例になっていた。当番組でも、2023年入社の御手洗菜々が9月18日・南後杏子が21日の「TBSニュース」（9時）で「初鳴き」を果たしている。また2024年入社の浦野芽良がまずゲストとして当番組に出演(事実上のラジオの「初鳴き」)した数日後に、「TBSニュース」(9時)を担当した。2025年1月現在、浦野は『金曜ボイスログ』が放送される金曜日を含めて、「都民ニュース」(金曜日は除く)及び「TBSニュース」(9時)を月に数回のペースで担当している(その場合、THE TIMEシリーズを兼務する)。